# 꿈을 향해 외쳐! 파티시엘♪/딸기의 미라클
〈꿈을 향해 외쳐! 파티시엘♪/딸기의 미라클〉(夢にエール!パティシエール♪/いちごのミラクルール 유메니에루!파티시에루♪/이치고노미라쿠루루[*])는 2010년 1월 20일에 컬럼비아 뮤직 엔터테인먼트 (현재 일본 컬럼비아)에서 발매된 싱글이다.

## 개요
초도반과 통상반의 두 종류로 발매되었으며, 초도반에만 마카롱, 컵케이크, 하얀 딸기의 스위트 마스코트가 봉입되어 있다. ‘꿈을 향해 외쳐! 파티시엘♪’과 ‘딸기의 미라클’은 TV 만화 “꿈빛 파티시엘”의 여는 곡과 닫는 곡으로 사용되었다. 두 곡 모두 “꿈빛 파티시엘”의 감수를 담당한 파티시에 아오키 사다하루가 프로듀싱하는 형태로 참가하고 있다. 또, 이 싱글에는 반주가 수록되어 있지 않다.
여는 곡은 경쟁으로 선정되었다. 작곡 및 편곡에 응모한 와타나베는 경쟁 이야기를 받고 바로 원작본을 구입하였다. 자신의 블로그에서 ‘이 곡이 떨어진다면 이제 어쩔 수 없다’라고 생각될 정도로 기합을 담았다고 한다.
일요일 아침 7시 시간대에서 방영된 요미우리 TV 제작 전국 네트워크 애니메이션에서 한 시간에 걸쳐서 사용된 유일한 주제가이다.

## 수록 내용
| #  | 제목                                                     | 작사          | 작곡          | 편곡            | 노래 | 재생 시간 |
| -- | -------------------------------------------------------- | ------------- | ------------- | --------------- | ---- | --------- |
| 1. | 〈夢にエール!パティシエール♪ 꿈을 향해 외쳐! 파티시엘♪〉 | 아오키 쿠미코 | 와타나베 체루 | 고조 마유미     | 3:54 |           |
| 2. | 〈いちごのミラクルール 이치고의 미라클〉                 | 아오키 쿠미코 | 요시노 유야   | 스기하라 유키나 | 3:57 |           |

## 차트
- 67위 (오리콘 차트)
- 88위 (CDTV)

## 꿈을 향해 외쳐! 파티시엘♪

### 아이돌마스터 버전
이마이 아사미, 하라 유미, 누마쿠라 마나미가 커버한 노래이며, 2011년에 발매된 THE IDOLM@STER STATION!!! THIRD TRAVEL WANTED에 수록되어 있다.

### 아이유 버전
대한민국의 가수 아이유가 한국어 버전으로 커버한 노래이다. ‘내 꿈은 파티시엘’이라는 제목으로 번안되었으며 투니버스에서 방영된 “꿈빛 파티시엘”의 여는 곡으로 사용되었다.

## 딸기의 미라클

### 김현지 버전
대한민국의 성우 김현지가 한국어 버전으로 커버한 노래이다. ‘꿈빛 레시피’라는 제목으로 번안되었으며 투니버스에서 방영된 “꿈빛 파티시엘”의 닫는 곡으로 사용되었다. 김현지는 극중에 감딸기의 목소리를 맡았다.